# فستوكة حوض المتوسط
فستوكة حوض المتوسط (باللاتينية: Festuca circummediterranea) نوع نباتي يتبع جنس الفستوكة من الفصيلة النجيلية.

## الموئل والانتشار
ينتشر النبات في بلاد الشام والمغرب العربي وبعض مناطق جنوب أوروبا.

## الوصف النباتي
النبات عشبي معمر.

## مرادفات للاسم العلمي
- (باللاتينية: Festuca laevis (Hack.) K. Richt. [non (Thunb.) Spreng. 1825])
- (باللاتينية: Festuca leiocolea Kerguélen, nom. nov.)
- (باللاتينية: Festuca duriuscula subsp. laevis (Hack.) Rouy)
- (باللاتينية: Festuca ovina subsp. laevis Hack.)